# Ácsán Vaén Szucsinnó
Luang Pu Vaén Szucsinno (thai: หลวงปู่แหวน สุจิณโณ, (Mueang Loei, 1887. február 16. – Csiangmaj tartomány, 1985. július 2.)) thai buddhista szerzetes (bhikkhu), meditációs mester volt. A tiszteletreméltó Ácsán Mun tanítványaként a 20. századi thai erdei hagyomány egyik legjelentősebb meditációs mestere és tanítója volt.

## Élete
1896-ban, kilenc éves korában állt be papnövendéknek a halálosan beteg édesanyja kérésének eleget téve. Általános iskolába nem járt azelőtt. A kolostorban tanult meg írni és olvasni. Húsz éves korára megkapta a teljes rangú szerzetesi felavatást a Saang Taw kolostorban, a preceptora (nevelője) Phra Ácsán Vaén lett.
Miután az összes eredeti tanítója felhagyott a szerzetesi élettel új tanító után kellett néznie. Ez a valaki Ácsán Mun lett, akinek 1918-ban vált a tanítványává. Három évvel később találkozott Tan Chaó Khun Upáli Guṇúpamádzsánnal, aki nagy tiszteletben álló szerzetes volt, maga Ácsán Mun is tisztelte. Vaén Szucsinnó áttért a szintén théraváda Dhammajuttika rendbe, ahol az új preceptora Guṇúpamádzsa lett valamikor 1921 és 1931 között. 1955-ben találkozott Phra Ácsán Noo Szucsittóval, aki később meghívta őt, hogy térjen át a Doi Maé Pang kolostorba, ahol Luang Pu, ahol egészen az 1985-ban történt haláláig marad.

## Tanításai
"Bárkit, akit érdekelnek a világi emberek, igazán csak a szerzés érdekli." - ez volt Luang Por Vaén egyik fontos kijelentése. Őt nem érdekelték a világi emberek. Ugyanígy nem érdekelték sem a pap növendékek, sem az apácák. Véleménye szerint az ezek iránti érdeklődést kizárólag a szerzés vágya, a dicséret és a hírnév vezérli.
Ácsán Munhoz hasonlóan Luang Por Vaén is thudong szerzetesként, szigorú aszkézis követve élte az életét. Később a vándorszerzetesi életmódot le kellett hagynia mozgásszervi problémák miatt. Egyedül élt és gyakorolt az erdők mélyén, hiszen első sorban a magányt részesítette előnyben.
Egyedi módon használta tanításaiban a dhammo szót, amelyből a mo thai nyelven azt jelenti, hogy részeg. A jövőre és a múltra egyaránt úgy utalt, hogy dham-mo, azaz részeg dhamma. A jelen pillanatot nevezte úgy, hogy dhammo. Az általános tanácsa az volt, hogy 'Ne gondolja a múltra és a jövőre. Az csak részeg Dhamma.

## Népszerűsége
Luang Por Vaén egy rejtett gyémánt volt csupán Thaiföld eldugott, félreeső területein, amíg egy nap a thai légierő egyik pilótája ki nem szúrta őt a levegőből, ahogyan ülő meditációt végez. Ezt követően az évtized legnépszerűbb szerzetesévé vált Thaiföldön, jóllehet kerülte a népszerűséget. A thai nemesség és maga IX. Ráma thaiföldi király is Luan Por Vaén követőivé váltak. Élete késői szakaszában a kolostorában, ahol élt, az apátnak létszám korlátozást kellett bevezetnie a Luang Por Vaénhez érkező látogatók nagy száma miatt.

## További hivatkozások
- Acariya Maha Boowa: Venerable Acariya Mun Bhuridatta Thera, a Spiritual Biography. Wat Pa Baan Taad 2003, Baan Taad, Amphoe Muang, Udon Thani, 41000 Thailand here Archiválva 2011. március 7-i dátummal a Wayback Machine-ben)
- "The Life and Teachings of Luang Pu Waen Sucinno" Wat Doi Mae Pang 2015, Ingyen letölthető[halott link]